# Tricimbomyia muzhiyarense
Tricimbomyia muzhiyarense är en tvåvingeart som beskrevs av Cherian 1989. Tricimbomyia muzhiyarense ingår i släktet Tricimbomyia och familjen fritflugor. Inga underarter finns listade i Catalogue of Life.